# Liga Nacionalsocialista (Estados Unidos)
La Liga Nacionalsocialista (National Socialist League - NSL) fue una organización neonazi en Estados Unidos que existió desde 1974 hasta 1984. Originalmente fue fundada por Jim Cherry, pero fue rápidamente tomada por el neonazi Russell Veh, y mudada a Los Ángeles desde Ohio. Veh financió el partido utilizando las ganancias de su negocio de impresión. También financió la liga con una unidad de distribución de películas que se especializó en propaganda nazi, incluido El triunfo de la voluntad. La Liga Nacionalsocialista tenía capítulos en varias partes de California e implicaba en su envío masivo el 4 de julio de 1978 que habían establecido una organización derivada en Manhattan.

## Historia

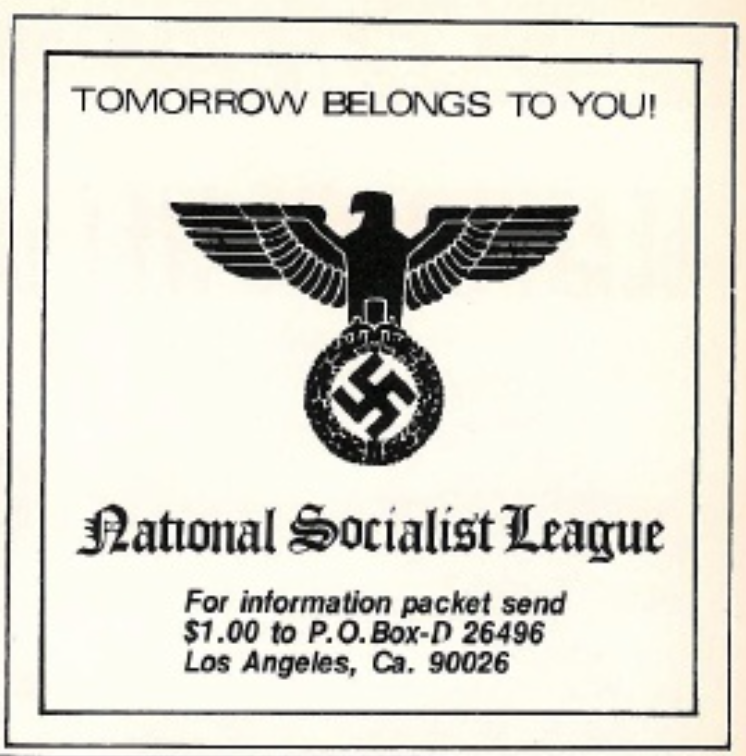
Un anuncio para la extrema derecha nacional de la Liga Nacionalsocialista en la revista Drummer en 1975.

La Liga fue fundada en 1974 por Jim Cherry y varios otros neonazis con sede en California. Solo cinco años después de los disturbios de Stonewall, los primeros informes sugieren que había solo 400 miembros de la Liga Nacionalsocialista en San Francisco. Si bien los números exactos son difíciles de verificar, la organización tuvo una amplia circulación y se organizó a través de la ciudad y el estado. 
La Liga Nacionalsocialista fue única en restringir sus miembros a hombres nazis homosexuales. El grupo distribuyó solicitudes de membresía declarando la «determinación de la NSL de buscar la libertad sexual, social y política» para los arios. Sostuvo que los hombres homosexuales tenían un papel en el mantenimiento de la raza blanca y que estaban destinados a ser una vanguardia militar y cultural. Resumieron esta posición en su credo de 12 puntos. 
En 1977, la NSL solicitó una mesa libre en el Desfile del Orgullo Gay de Los Ángeles, petición que fue denegada, aunque Christopher Street West – la organización que dirige LA Pride – tenía en ese momento una política de no exclusión total. Esto dio lugar a importantes debates dentro de la comunidad homosexual y se incorporó en 1978 cuando Christopher Street West revirtió su postura de no exclusión total y dijo que, como organización privada, podrían actuar para respaldar los principios de su comunidad.
Durante su período de funcionamiento, la Liga Nacionalsocialista publicó un diario llamado NS Kampfruf, más tarde renombrado NS Mobilizer. La revista contenía la retórica típica nazi, así como dibujos de soldados de las SS escasamente vestidos con esvásticas cubriendo sus genitales, para enfatizar el «viaje sexual» descrito por el campo de reclutamiento.
La NSL desapareció en 1984, después de lo cual su periódico NS Mobilizer pasó a llamarse Race & Nation. Aunque R&N todavía fue editado por Russell Veh y distribuido por su Servicio Mundial, dejó de discutir el NSL y la sexualidad por completo.

## Organizando esfuerzos en San Francisco
La Liga Nacionalsocialista colocó anuncios identificándose como los nazis gay que incluían su número de teléfono para reclutar nuevos miembros durante 1974 y 1975 en la sección de anuncios clasificados del periódico gay de San Francisco Bay Area Reporter. El NSL también se anunció en la revista Drummer, a pesar de la aprensión y la aversión personal al nazismo por parte del editor Jack Fritscher.

## Controversia sobre la distribución de películas antijudías
Aunque normalmente de bajo perfil, la NSL provocó una controversia en 1983 cuando intentó comercializar la infame película antisemita nazi de los años treinta Jud Süß, que había sido pirateada por el grupo. Un artículo en Heritage and SW Jewish Press, con sede en Los Ángeles, titulado "'Gay Nazis Peddling Vile 'Jud Suss' Film" ("Nazis gay traficando con película El judío Süß"), nombró a Veh y a la Liga Nacionasocialista como responsables de impulsar esto. «Estamos más familiarizados con el Sr. Veh (que es un alias, por cierto) y sus operaciones notorias», dijo el distribuidor legítimo de películas, David Calbert Smith III.